# Lucien Bossoutrot

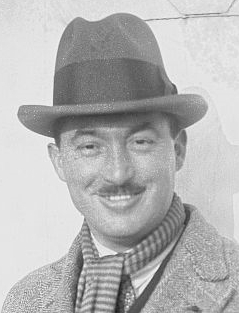
Lucien Bossoutrot

Lucien Jean-Baptiste Bossoutrot (* 16. Mai 1890 in Tulle; † 1. September 1958 in Viry-Châtillon) war ein französischer Flugpionier und Politiker. In der Zeit zwischen dem 1. April 1919 und dem 26. März 1932 stellte er insgesamt 36 Weltrekorde im bemannten Motorflug auf (für Distanz, Flugdauer, Flughöhe und Geschwindigkeit). Hinzu kam 1923 ein Ausdauerweltrekord im Segelflug.

## Karrierebeginn
Bossoutrot war bereits als junger Mann von der Fliegerei fasziniert. Es heißt, er habe seinen ersten Alleinflug im Jahre 1911 gemacht, ohne eine einzige Flugstunde erhalten zu haben. Im Ersten Weltkrieg war er Militärpilot. Er erhielt 1914 seine Pilotenlizenz und wurde Fluglehrer. Er rüstete seine Maschine mit Instrumenten aus, die ihm das Fliegen auch bei mangelnder Sicht ermöglichten, und entwickelte somit das Prinzip der „Pilotage Sans Visibilité“, bzw. des Instrumentenflugs.

## Pionier der zivilen Luftfahrt
Nach dem Krieg wurde Bossoutrot Testpilot bei Avions Henri y Maurice Farman. Dort war er maßgeblich an der Entwicklung des zweimotorigen Doppeldeckers Farman F.60 „Goliath“ beteiligt, mit dem er den ersten internationalen Passagierlinienflug durchführte und eine Anzahl von Rekorden aufstellte.

### Erster Passagierlinienflug

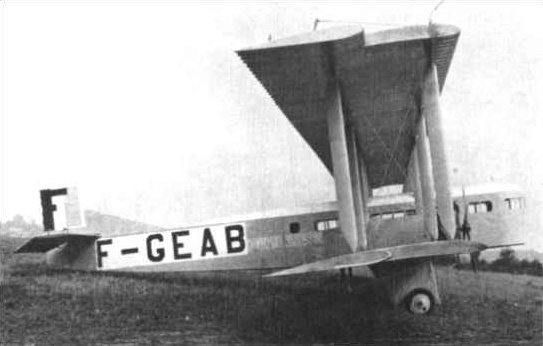
Farman F.60 „F-GEAB“, 1920

Am 8. Februar 1919 machte er, bereits Cheftestpilot bei Farman, mit dem ersten „Goliath“-Prototyp F-GEAB den ersten internationalen Passagierlinienflug in der Geschichte der Luftfahrt. Die Maschine startete um 11:50 Uhr in Toussus-le-Noble südlich von Paris mit 11 Passagieren – alle in Militäruniformen, da Großbritannien noch kein Überfliegen seines Territoriums durch zivile Flüge erlaubte – und landete nach etwa 330 km und 2,5 Stunden Flugzeit (115 km/h Durchschnitt) auf dem Kenley Field in Croydon südlich von London. Am 9. Februar flog er in 2 Stunden und 10 Minuten wieder zurück, wobei er eine Durchschnittsgeschwindigkeit von 125 km/h erreichte. Die Flughöhe betrug durchschnittlich 600 m über Land, 1000–1200 m über Wasser. Nur Tage später, am 12. und 13. Februar, flog er mit dem zweiten „Goliath“ Prototyp von Paris nach Brüssel und zurück; unter den Passagieren waren Henri Farman und dessen Frau. Einige Wochen später, am 22. März 1919, eröffnete er mit einem umgebauten Caudron C.23 Bomber den ersten fahrplanmäßigen (wenn auch noch nicht täglichen) Passagierliniendienst der „Lignes Farman“ von Paris nach Brüssel; die Flugzeit betrug 2 Stunden und 50 Minuten.

### Paris-Casablanca-Dakar 1919
Danach wollten die Farman-Brüder beweisen, dass auch Langstreckenflüge möglich waren und planten daher einen Flug Paris-Casablanca-Dakar. Dazu wurde der erste „Goliath“ vorbereitet, der mit der gesamten Zuladung (8 Mann Besatzung, Verpflegung, Wasser, Treibstoff, Handwaffen usw.) schließlich 4,7 Tonnen wog. In der Nacht zum 11. August 1919 hoben Bossoutrot und sein Copilot Lucien Coupet bald nach Mitternacht in Toussus-le-Noble ab und flogen in 18 Stunden und 23 Minuten nonstop 2050 km nach Casablanca. Dieser Flug fand ein großes Echo in der Presse und viel Beachtung in der französischen Öffentlichkeit, was dann aber während der zweiten Etappe noch bei weitem übertroffen werden sollte. Der Start zum Weiterflug von Casablanca nach Dakar erfolgte am Morgen des 16. August; mit der Ankunft in Dakar rechnete man gegen Abend. Der Flug sollte entlang der Küste über Mogador, Agadir, Tiznit, Port-Etienne und Saint-Louis verlaufen, und unterwegs sollte per Funk Verbindung mit dort positionierten französischen Schiffen gehalten werden – das erste Mal, dass bei einem Langstreckenflug Funk getestet wurde. Zunächst verlief alles ohne Schwierigkeiten. Port-Etienne wurde passiert, und die Maschine meldete sich wie verabredet per Funk. Danach brach die Verbindung ab. Erst am Abend des 23. August hörte die Welt wieder von den acht Männern. Nach dem Bruch eines der beiden Propeller hatte Bossoutrot den „Goliath“ am Strand etwa 200 km nördlich von Saint-Louis notlanden müssen. Dort wurde das aus Holz und Textilien gebaute Flugzeug bei Flut von den Wellen allmählich zerstört. Erst am 21. August wurde die Besatzung dort von einem vorbeikommenden Mauretanier und dessen Diener entdeckt. Daraufhin erschien am folgenden Tag der Emir von Trarza mit einer Kamelkarawane und brachte die acht zum französischen Residenten in Mederda. Dort kamen sie am 24. August an und reisten dann per Boot auf dem Senegal weiter über Dagana nach Saint-Louis und von dort per Bahn nach Dakar.

### Weltrekorde
Dieses Abenteuer machte Bossoutrot berühmt. Zwanzig Jahre lang spielte „Bobosse“, wie er in Luftfahrtkreisen genannt wurde, danach eine Rolle als Test- und Transportpilot, der an der Entwicklung von etwa 125 Flugzeugtypen mitwirkte, vom 45-kg-Segelflugzeug zum 25-Tonnen-Flugboot. Er stellte in dieser Zeit insgesamt 36 international anerkannte Motorflugweltrekorde auf, für Flugdauer, Distanz, Geschwindigkeit und Höhe. Zu den wichtigsten gehörte der für Nonstop-Flugdistanz auf einem Rundkurs, den er zusammen mit Maurice Rossi am 26. März 1932 aufstellte: die beiden flogen mit der 600-PS Blériot 110 auf einem Rundkurs in La Sénia bei Oran (Algerien) insgesamt 10.601 km. Ein Jahr zuvor hatten sie bereits einmal den bisherigen Weltrekord gebrochen, als sie an gleicher Stelle mit der gleichen Maschine 8822 km zurücklegten. Bei dem Flug von 1931 hatten sie auch einen Weltrekord in der Flugdauer aufgestellt; vom 26. Februar bis zum 1. März waren sie 75:23:07 Stunden non-stop in der Luft.

### Segelfliegen
Auch an der Entwicklung des Segelfliegens in Frankreich in den 1920er Jahren war er beteiligt. Beim Ersten Segelflugkongress [Prémier Congrès Experimental d´Aviation sans Moteur (Puy de Combegrasse)] am 19. August 1922 am Puy de Combegrasse (1120 m; 45° 40′ 12″ N, 002° 57′ 00″ O) südwestlich von Clermont-Ferrand gewann er mit einer Farman 17 «Moustique», aus der Motor, Propeller, Tank usw. entfernt worden waren, die Wettbewerbe für die längste Flugdauer (5 Minuten und 18 Sekunden) und den größten Höhengewinn. Zwar war eine Flugdauer von 5 Minuten im Vergleich zu den im selben Jahr in Deutschland erreichten 2-Stunden-Flügen kaum bemerkenswert, aber schon am 24. Januar 1923 gelang Bossoutrot der Weltrekord für motorlosen Flug mit 3 Stunden und 31 Minuten auf einer Farman 17 «Moustique».

### 24 Stunden von Le Mans 1925
Am 20./21. Juni 1925 nahm Bossoutrot mit Marcel Gendron, dem Gründer und Eigner der Autofirma Gendron et Compagnie, mit einem „G.M. GC2“ in der Klasse 1.5 am 24-Stunden-Rennen von Le Mans teil; die beiden schieden allerdings mit technischem Schaden nach 36 Runden aus.

### Postliniendienst nach Südamerika
Am 27. November 1934 flog Bossoutrot, inzwischen Cheftestpilot bei Blériot, das Flugboot Blériot 5190 Santos-Dumont für die Air France in 16 Stunden und 15 Minuten von Dakar nach Natal. Dies war der erste französische kommerzielle Postflug über den Südatlantik. Nachdem eine zweite Testüberquerung im Dezember ebenfalls erfolgreich verlaufen war, nahm er mit der Santos-Dumont am 4. Februar 1935 den Linienpostdienst der Air France über den Südatlantik auf.
Nach dem Bankrott von Blériot im Jahre 1936 wurde Bossoutrot Testpilot für Flugboote bei C.A.M.S. (Chantiers Aéro-Maritimes de la Seine).

## Politiker

### Abgeordneter
Bossoutrot war Mitglied der Radikalsozialistischen Partei, für die er 1936 beim Erdrutschsieg Front populaire in die französische Abgeordnetenkammer (Chambre des députés) gewählt wurde. Dort wurde er Präsident der Kommission für Luftfahrt. In dieser Zeit war er auch, zusammen mit Pierre Cot, Jean Moulin und Léo Lagrange, bemüht, die Privatfliegerei in Frankreich durch die Schaffung von Aero-Clubs zu fördern, die in der F.N.S.A. (Fédération Nationale des Sports Aériens) föderiert waren. Er selbst war Gründungspräsident der FNSA.
1937 unterstützte er, zusammen mit Pierre Cot, Jean Moulin und anderen, die spanischen Republikaner, durch die heimliche Lieferung von Flugzeugen, Waffen und Munition.
Am 10. Juli 1940 stimmte er in der Nationalversammlung mit der Mehrheit der Abgeordneten in Vichy für die Übertragung aller Befugnisse von Abgeordnetenkammer und Senat auf Marschall Pétain (Vichy-Regime). Danach trat die Abgeordnetenkammer nicht mehr zusammen.

### Résistance
Als er bald darauf in Opposition zum neuen Regime trat, wurde er in Évaux-les-Bains (Département Creuse) interniert. 1944 gelang ihm die Flucht, und er schloss sich der Résistance im Südwesten Frankreichs an. Dort half er, die parteipolitischen Differenzen zu glätten, und organisierte dann Fallschirmabwürfe von Waffen und Material für die Maquisards. Dieser Einsatz verhalf ihm zu seiner Rehabilitierung durch ein Ehrengericht nach der Befreiung Frankreichs, denn er war wegen seiner Stimmabgabe am 10. Juli 1940 zunächst mit dem Entzug seiner Bürgerrechte belegt worden. Dennoch konnte er danach sein parlamentarisches Mandat nicht wiedergewinnen.

## Auszeichnungen
Für seine Verdienste erhielt Bossoutrot die Auszeichnungen:
- Croix de guerre 1914–1918
- Kommandeur der Ehrenlegion

## Motorsport-Statistik

### Le-Mans-Ergebnisse
| Jahr | Team                 | Fahrzeug       | Teamkollege    | Platzierung | Ausfallgrund |
| ---- | -------------------- | -------------- | -------------- | ----------- | ------------ |
| 1925 | Gendron et Compagnie | G.M. GC2 Sport | Marcel Gendron | Ausfall     | Defekt       |